# 新妻千秋
新妻 千秋（にいづま ちあき）は、北村薫の推理小説「覆面作家」シリーズに登場する架空の女性。非職業の探偵。

## 概要
職業は推理作家（覆面作家）だが、戦前のさる大財閥の令嬢であるため、世田谷の高級住宅街にある巨大邸宅に、執事の赤沼や他の大勢の使用人たちにかしづかれつつ日々を送っている。「天国的」と称される美貌の持ち主である。年齢は、第1話『覆面作家のクリスマス』では19歳、第4話『覆面作家のお茶の会』では20歳となっている。
邸内では非常に内向的な性格で、人間恐怖症の気さえある。だが、自邸から一歩でた瞬間に、「借りてきた猫さんがサーベルタイガー」と言われるほど劇的に性格を変貌させ、外向的で、見方によっては粗暴ともいえる性格になってしまう。本人は、この極端な二重人格を気にしているらしく、邸の外に出るときはなるべくラフな格好をし、自らの言動とその容貌とのギャップが目立たないように気をつけている。しかしどちらの状態でも、根本的な部分は変わらず、正義感が強く、生真面目な性格を持っている。また人望もあり、自家の使用人から非常に慕われている。
主として、双子の兄に警視庁の刑事を持つ担当編集者、岡部良介が持ち込む事件を推理し、事件の概要を聞いただけで真相をほぼ看破するが、いわゆる安楽椅子探偵とは一線を画し、自ら（岡部を伴って）捜査活動を行う。扱う事件は刑事事件がほとんどであるが、いくつかの作品では、いわゆる日常の謎も扱われている。また、具体名は示されていないが、一種の護身術のようなものを元プロボクサーである赤沼から伝授されており、その腕前は、ボクサーとして相当の所までいったという赤沼を凌ぐほど。第2話『眠る覆面作家』では、警視庁の黒帯である岡部の兄が、ある勘違いによって一撃の下にノされている。
1998年に『お嬢様は名探偵』（NHK）のタイトルでTVドラマ化された際にはともさかりえが演じている。
海洋堂から高野文子のイラストをもとにした2体セットのフィギュアも発売されている。